# Rudolf von Feistmantel
Rudolf von Feistmantel, magyarosan Feistmantel Rudolf lovag (Bécs, 1805. július 22. – Bécs, 1871. február 7.) miniszteri tanácsos, bányatanácsos, erdészeti tanár.

## Élete
Császári és királyi osztrák miniszteri tanácsos, a Leopold-rend lovagja, a szász hercegi Ernest-házrend comthurja, a császári és királyi bécsi mezőgazdasági és az osztrák birodalmi erdészeti egyesületnek alelnöke, és több gazdasági és tudományos egyesület tiszteletbeli, valódi és levelező tagja; 1835-ben neveztetett ki bánya-tanácsosnak és erdészeti tanárnak Selmecbányára, ahol ezen minőségben 1847–1848-ig működött; azután visszatért Bécsbe.

## Munkái
- Die Forstwissenschaft nach ihrem ganzen Umfange und mit Berücksichtigung auf die österreichischen Staaten. Wien, 1835
- Allgemeine Waldbestandes-Tafeln. Wien, 1853
- Die politische Oekonomie mit Rücksicht auf das forstliche Bedürfniss. Wien, 1856